# Сулеймен (Абайская область)
Сулеймен (каз. Сүлеймен) — село в Кокпектинском районе Абайской области Казахстана. Входит в состав Ульгулималшинского сельского округа. Код КАТО — 635069500.

## Население
В 1999 году население села составляло 255 человек (140 мужчин и 115 женщин). По данным переписи 2009 года, в селе проживало 169 человек (87 мужчин и 82 женщины).